# Аналогов сигнал
Аналоговият сигнал е сигнал, който може да има безкраен брой близки стойности, принадлежащи към едно непрекъснато множество от стойности. За разлика от дискретните сигнали, аналоговите сигнали се описват с непрекъснати функции на времето. Затова аналоговият сигнал често се нарича и непрекъснат сигнал.
Аналоговите сигнали често се използват за представяне на непрекъснато изменящи се физични величини. Например, аналоговият електрически сигнал, снеман от термодвойка, носи информация за изменението на температурата, сигналът от микрофона — за бързите изменения на налягането в звуковата вълна, и т.н. Макар най-често аналоговите сигнали да са електрически, те могат да се разпространяват и в друга среда – механични, пневматични и хидравлични системи също могат да произвеждат аналогови сигнали.
Аналоговият сигнал, графиката на изменението на който представлява синусоида, се нарича хармоничен. Хармоничните сигнали са от особен интерес за радиотехниката и акустиката.